# Acta del Comerç d'Esclaus (1807)

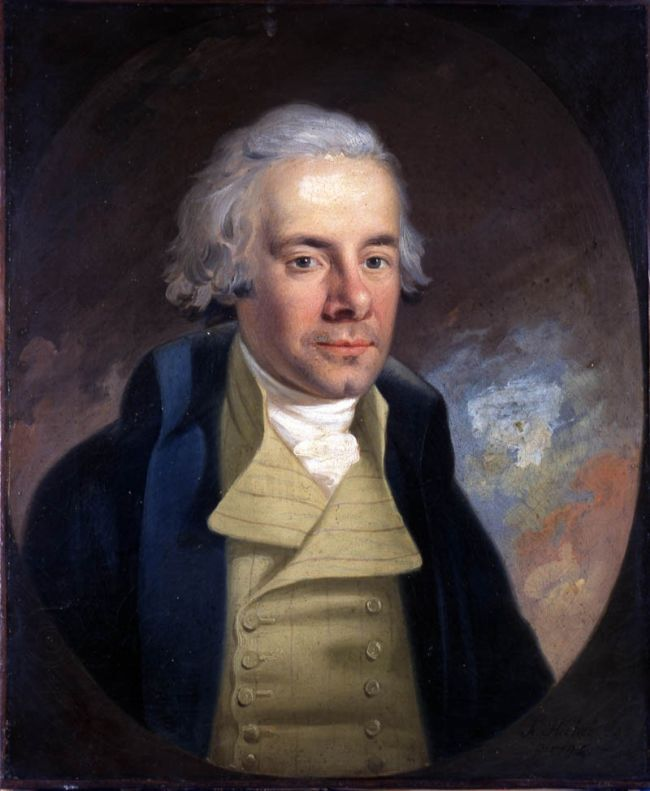
William Wilberforce, el líder de la campanya britànica per a l'abolició del comerç d'esclaus.

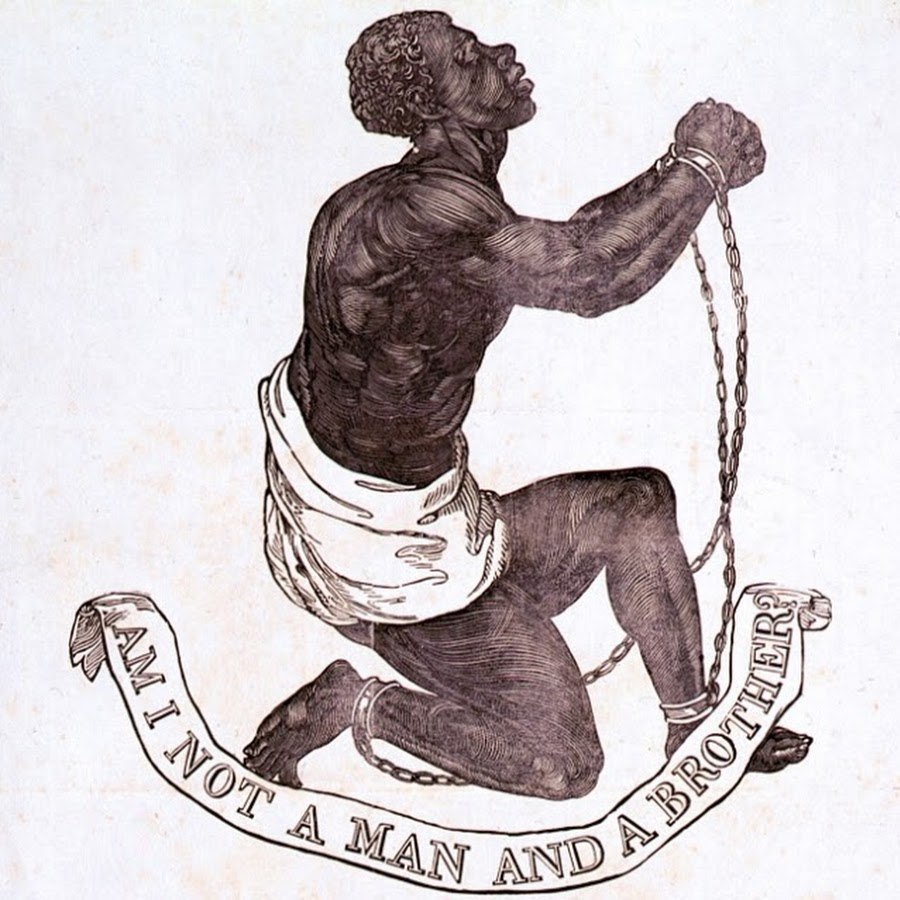
Medalló amb la inscripció Am I Not A Man And A Brother? (en català, "Per ventura no sóc un home i un germà?") creat com a part de la campanya anti-esclavitud de Josiah Wedgwood, 1787.

L'Acta del Comerç d'Esclaus (citació 47 Geo. III Ses. 1 c. 36) va ser una Llei del Parlament del Regne Unit promulgada el 25 de març de 1807 amb el títol complet d'"Acta per a l'abolició del comerç d'esclaus". Posava fi al comerç d'esclaus al Regne Unit; però no a l'esclavitud en si. Molts dels seus promotors van pensar que la seva implementació suposaria la fi de l'esclavitud; però no fou així i no va desaparèixer totalment de l'Imperi Britànic fins molt més endavant. L'esclavitud en territori anglès no era compatible amb la llei anglesa, cosa que va ser confirmada en el Cas Somersett en 1772, però es va mantenir legal en l'Imperi Britànic fins a l'Acta d'abolició de l'esclavitud (Slavery Abolition Act 1833) de 1833.
L'acta original es troba guardada en l'Arxiu Parlamentari britànic.

## Antecedents
El Comitè per a l'Abolició del Comerç d'Esclaus va ser format el 1787 per un grup de protestants evangèlics anglesos (denominat pels seus enemics la "Secta de Clapham" o "els Sants") aliats amb els quàquers, ja que els dos s'oposaven al comerç d'esclaus i a l'esclavitud. Els quàquers havien considerat a l'esclavitud des de fa molts anys com alguna cosa immoral, una pesta sobre la humanitat. Per 1807 els grups abolicionistes tenien una nombrosa facció de membres d'idees afins al parlament britànic. En el seu zenit van controlar entre 35 i 40 curules. Coneguts com els "Sants", l'aliança va ser liderada per un dels activistes en contra del comerç d'esclaus millor coneguts, William Wilberforce, qui havia pres com a seva la causa de l'abolicionisme en 1787 després de llegir l'evidència que Thomas Clarkson havia recopilat en contra d'aquest comerç. Aquests dedicats parlamentaris tenien accés a la destresa legal de James Stephen, el cunyat de Wilberforce. Moltes vegades van veure a la seva batalla personal contra l'esclavitud com una croada divina. el 28 d'octubre de 1787, Wilberforce va escriure en el seu diari: "Déu Totpoderós m'ha encomanat dos grans objectius, la supressió del comerç d'esclaus i la reforma dels nostres estils de vida".
Els seus números van ser magnificats per la precària posició del govern de Lord Grenville, el curt exercici del qual com a Primer Ministre va ser conegut com el Ministeri de Tots els Talents. Fou el mateix Grenville qui va liderar la lluita per a l'aprovació de la llei en la Càmera dels Lords, mentre que a la Cambra dels comuns la llei fou impulsada pel Secretari de l'Exterior, Charles James Fox, que va morir abans que fos aprovada. Altres esdeveniments també van influir en els esdeveniments. L'Acta de la Unió va permetre que 100 representants irlandesos s'integrin al Parlament, la majoria dels quals recolzaven l'abolició de l'esclavitud. La llei va ser posada en consideració del Parlament per primera vegada el gener de 1807. Va passar per la Cambra dels comuns el 10 de febrer de 1807. El 23 de febrer de 1807, vint anys després que comencessin la seva croada, Wilberforce i el seu equip van ser recompensats. Després d'un debat de deu hores i amb una majoria aclaparadora de 283 vots a favor i 16 en contra, la Cambra dels comuns va aprovar la moció per abolir el comerç Atlàntic d'esclaus. La llei va rebre el consentiment real el 25 de març de 1807.

## Altres nacions
El Regne Unit va utilitzar el seu poder internacional per pressionar a altres nacions perquè posin fi al seu propi comerç d'esclaus. Estats Units va abolir el seu comerç Atlàntic d'esclaus el 2 de març del mateix any (encara que no va abolir el comerç intern d'esclaus). El 1805 un decret britànic ja havia prohibit la importació d'esclaus a colònies que havien estat guanyades de França i els Països Baixos. Els britànics van continuar pressionant a altres nacions perquè posin fi al seu comerç amb una sèrie de tractats: el tractat anglo-portuguès de 1810 a través del qual Portugal va acordar restringir el seu comerç a les seves colònies; el tractat anglo-suec de 1813 a través del qual Suècia va fer il·legal el comerç d'esclaus; el Tractat de París de 1814 a través del que França va concloure juntament amb el Regne Unit que el comerç d'esclaus era "repugnant per als principis de la llei natural" i va acordar abolir el comerç d'esclaus en cinc anys; el tractat anglo-neerlandès de 1814 a través del que els Països Baixos van il·legalitzar el seu comerç d'esclaus; i el tractat anglo-espanyol de 1817 en el qual Espanya va acordar suprimir el seu comerç al 1820.

## Execució
Les lleis van crear multes per als capitans que continuessin amb aquest comerç. Aquestes multes podien ser des de £100 per esclau que es trobés en el navili. Els capitans algunes vegades llançaven als esclaus de la borda quan veien venir als bucs de la Royal Navy per evitar aquestes multes.
La Royal Navy, que en aquells moments controlava els mars del món, va establir el West Africa Squadron (lit, l'Esquadró d'Àfrica Occidental) el 1808 per patrullar la costa d'Àfrica Occidental, i entre 1808 i 1860 va confiscar aproximadament 1.600 nausi va alliberar a 150.000 africans que hi estaven sent transportats. La Royal Navy va declarar que els vaixells que transportaven esclaus serien tractats d'igual manera que els pirates. També es van prendre accions en contra dels líders africans que van refusar a acceptar els tractats britànics que feien il·legal aquesta activitat, per exemple en contra del "Rei usurpador de Lagos", deposat en 1851. Es van signar tractats anti-esclavitud amb més de 50 líders africans.
A la dècada del 1860, les notícies de David Livingstone de les atrocitats del comerç d'esclaus àrab a Àfrica van despertar l'interès del públic britànic i van fer reviure el moviment abolicionista. La Royal Navy va tractar de suprimir "aquest abominable comerç oriental" al llarg de la dècada del 1870, sobretot a Zanzíbar. El 1890 el Regne Unit va intercanviar el control de l'estratègica illa d'Heligoland al Mar del Nord amb Alemanya a canvi del control de Zanzíbar, en part per poder controlar la prohibició del comerç d'esclaus.